# Similocorus negrosensis
Similocorus negrosensis là một loài bọ cánh cứng trong họ Cerambycidae.